# Royal College of Nursing
Das Royal College of Nursing ist Englands größte Gewerkschaft und Berufskörperschaft für Pflegeberufe. Die 1916 gegründete Organisation ist ein gemeinnütziger Verein, der 1929 mit einer Royal Charter in eine Körperschaft umgewandelt wurde. 2009 gab der Verein seine Gemeinnützigkeit auf und gründete eine Stiftung aus, die die Tradition und die Charter weiterführt. Seither operiert das RCN als Gewerkschaft und Interessenvertretung der Pflegeberufe im Vereinigten Königreich.

## Geschichte
Das College of Nursing Ltd. wurde am 27. März 1916 mit 34 Mitgliedern gegründet. Am Jahresende 1916 lag die Mitgliedschaft schon bei 2553 Mitgliedern. 1919 wurde die vom College of Nursing betriebene Kampagne für ein Zentralregister von Pflegeberuflern durch den Nurse’s Act bestätigt. Seit dieser Zeit müssen englische Krankenpfleger nach anerkannten Standards ausgebildet werden. 1920 führte das College daher ein Abzeichen als erkennbares Symbol für die erfolgreich abgeschlossene Ausbildung ein.
1926 übernahm Maria von Teck, Königin von England die Patronage der Organisation und verlieh ihr damit weiter Gewicht. Sie förderte die Organisation nach Kräften bis zu ihrem Tod, 1953. Im Juni 1929 wurde das College durch eine Royal Charter zu einer Körperschaft umgeformt. Den Antrag hatte das College schon 1926 gestellt.
1939 erlaubte König George VI. die Verwendung des Attributs „Royal“ (königlich). Während des Zweiten Weltkriegs leistete das College wesentliche Beiträge zur Unterstützung der Truppen durch Pflegekräfte. 1946 wurde das RCN durch die Ergänzung des Schildes in ihrem Wappen ausgezeichnet. Der Schild steht für die militärischen Leistungen im Dienste der Nation. Das RCN war die erste überwiegend mit Frauen besetzte Organisation, die einen Schild im Wappen führen durfte. 1953 übernahm Königin Elisabeth II. die Rolle der königlichen Patronin, nachdem sie schon 1944 die Präsidentschaft der Student Nurse' Association übernommen hatte.

### Wandel zur Gewerkschaft
Zwischen 1955 und 1960 fiel der Lohn von Pflegekräften auf unter 60 % des nationalen Lohndurchschnitts in Großbritannien. Das RCN startete eine Kampagne zur Lohnerhöhung, als 1961 die öffentlichen Gehälter wegen einer Wirtschaftskrise eingefroren wurden. Noch beschränkte sich diese Aktivität auf Schreiben an die Parlamentsmitglieder.
1963 fusionierte das College mit dem National Council of Nurses und formte damit das Royal College of Nursing and the National Council of Nurses of the UK (RCN). Im gleichen Jahr wurde eine internationale Abteilung eingerichtet. 1968 wurde auch Lernschwestern die Mitgliedschaft ermöglicht. 1969 startete das RCN erneut eine Kampagne zur Erhöhung der Löhne, 1976 wurde das RCN als Gewerkschaft anerkannt.
1986 wurde der Name in Royal College of Nursing geändert und ein hauptamtlicher Archivar wurde bestellt, um die Unterlagen des College fachgerecht zu verwalten. 1987 bot das RCN Institute for Advanced Nursing die ersten Studienabschlüsse an, erst nur mit der University of Manchester, später mit der University of London und der University of Surrey.
1995 änderte das RCN seine Satzung, wodurch es Streiks ausrufen konnte, sofern damit keine Leben von Patienten gefährdet wurden. 2000 wurde die Mitgliedschaft auch Gesundheitspflegern (Health Care Assistants, HCA) ermöglicht. 2009 gab die RCN ihren Status als gemeinnützige Stiftung auf. Die gemeinnützigen Aktivitäten führte die RCA Foundation Stiftung weiter.

## Organisation
Die RCN-Gruppe setzt sich zusammen aus:
- RCN UK, einer registrierten britischen Gewerkschaft und Royal College (Trade Union List No. 528T; Comp. Reg. No. RC000459)
- RCN Publishing (RCNi)
- der RCN Foundation (RCNF), einer eingetragenen Stiftung (Registrierungs-Nr. SC043663 (Schottland); 1134606 (England und Wales))
- RCN Holdco Limited

Die RCNF führt die Tradition der gemeinnützigen Organisation weiter, die 2009 für den Rest der Gruppe aufgegeben wurde.

### Strukturdaten
Die Gruppe erreichte 2018 einen Umsatz von GBP 90 Mio. Über 80 % dieses Umsatzes wird durch Mitgliedsbeiträge erwirtschaftet. Gleichzeitig werden neue Aktivitäten unternommen, darunter die Vermarktung von Lehrinhalten, mit denen in Zukunft ein größerer Anteil des Umsatzes erwirtschaftet werden soll. RCNi trug rd. GBP 12 Mio. zum Umsatz bei.
RCN UK und RCNi sind die einzigen Organisationen innerhalb der Gruppe, die Personal beschäftigen. Mit der RCN Foundation besteht ein Vertretungsvertrag, der die notwendigen Dienstleistungen innerhalb des RCN UK ansiedelt. Insgesamt waren 2018 1008 Personen in der RCN-Gruppe vollzeitbeschäftigt.

### Interne Organisation
Die Gruppe wird geleitet vom RCN Council. Das Council ist auch die Vertretung in Gewerkschaftsfragen. Mitglieder des Councils werden durch die RCN-Mitglieder gewählt. Beraten wird das Council von Boards, die die Aktivitäten in den Regionen organisieren. Gleichwertig stehen den Boards die Principal Committees zur Seite, in denen beispielsweise gewerkschaftliche Aktivitäten organisiert werden, aber auch das Professional Nursing Committee angesiedelt ist, dass die Lehrpläne und Ausbildung organisiert. Die dritte unterstützende Säule des Councils sind die administrativen Committees, in denen Governance, Finanzen, Audits und Entlohnung verwaltet werden.
Die Verlagsgesellschaft RCNi und RCN Holdco Ltd. sind eigenständige Unternehmen, die vollständig im Besitz von RCN UK stehen.
Wie wirtschaftsüblich werden auch externe Beratungsunternehmen beschäftigt, die die Organisation in ihren verschiedenen Aktivitäten unterstützen.
Die Geschäfte führt ein Executive Team von vollzeitbeschäftigten Mitarbeitern, dem Chief Executive und Generalsekretär, den Direktoren für Finance and Business Enablement, Membership Relations, Nursing Practice and Policy und Organizational Capability and Change sowie den Direktoren für England, Nordirland, Schottland und Wales.